# Гексасульфид диселена
Гексасульфид диселена — бинарное неорганическое соединение
селена и серы
с формулой Se2S6,
оранжевые кристаллы.

## Физические свойства
Гексасульфид диселена образует оранжевые кристаллы.
Растворяется в сероуглероде.
Соединение имеет циклическую структуру и по чередованию атомов селена и серы в кольце имеет 4 изомера
.